# Triolo
Cet article concerne le quartier de Villeneuve-d'Ascq. Pour la station de métro, voir Triolo (métro de Lille).
Triolo est un quartier de la ville de Villeneuve-d'Ascq, dans le département du Nord.

## Dénomination
Autrefois se trouvait dans le domaine d'Annappes un lieu-dit appelé Tréola.

## Géographie

### Délimitation
Le quartier du Triolo est situé au sud de la ville. Il est divisé en deux parties, l'une, au sud, formant une des parties les plus vertes de la ville autour de la rue de la Tradition, où sont installées de petites maisons individuelles dans des impasses verdoyantes. L'autre, au nord, près du chemin du Triolo, est composée d'une zone piétonne et d'immeubles.
Le quartier est délimité par le boulevard du Breucq à l'ouest ; par le boulevard de Tournai, l'avenue Jean Perrin, l'avenue Paul Langevin, la rue de Ticleni au sud ; la rue de la Table Ronde et la rue de la Tradition à l'est ; la rue Trémière et la rue des Fusillés au nord.

## Histoire
Autrefois, le territoire du quartier faisait partie de la commune d'Annappes.
Dans la cartulaire « de Villis » de Charlemagne de 812, est mentionné à Tréola 1250 muids de vin (750 provenant des vignes du domaine et 500 du cens) et comme plantes bette, auroue, népéta, sclarea, tournesol, aigremoine, mauves, guimauves, cerfeuil, brittoles.
Il fut le premier quartier réalisé pour la ville nouvelle, dans les années 1970, si on excepte le sous-quartier Moulin d'Ascq réalisé juste avant, et bien sûr les quartiers antérieurs de la Résidence, la Poste et Cité scientifique qui datent des années 1960.
Le 2 mars 1971, l'EPALE lance sa première tranche de logements : 660 au Triolo et 120 à Saint-Sauveur à Annappes. Le 1er novembre 1972, 20 ménages reçoivent les clefs des premiers logements du Triolo.
En septembre 1973, ouverture de l’école Taine au Triolo, premier groupe scolaire de la ville nouvelle.
En 1976, début de la construction du collège du Triolo.
En octobre 1978 est inauguré le Méliès, salle d'art et d'essai.
En 1979 est inauguré le centre commercial du Triolo, Villeneuve 1 qui avait pâti d'un retard important
En 1982, le quartier est achevé.
En 2013, le centre commercial du Triolo est rénové pour un budget de 350 000 euros ; l'ossature en béton est gardée et les maçonneries sont remplacées par des menuiseries en aluminium et des baies vitrées.
Depuis 2015, Triolo est regroupé avec les quartiers Poste et Résidence pour former un quartier prioritaire comptant 8 500 habitants pour un taux de pauvreté de 41 %.

## Présentation
Le quartier compte de très nombreux sentiers piétonniers, notamment près des écoles Taine et Toulouse-Lautrec[réf. souhaitée]. C'est un quartier calme qui accueille une population à revenus modestes et abrite une population immigrée importante[réf. nécessaire].

## Éducation
Le collège du Triolo est l'un des quatre en France à être adapté pour l'accueil des personnes handicapées[source insuffisante]. L'école élémentaire Hippolyte Taine a été dans les années 1990 une école pilote, où étaient testées de nouvelles méthodes pédagogiques ; on y proposait notamment des ateliers tous les après-midi aux enfants avec des intervenants extérieurs. Ces méthodes ont été depuis déployées dans d'autres écoles de la ville.

## Sport

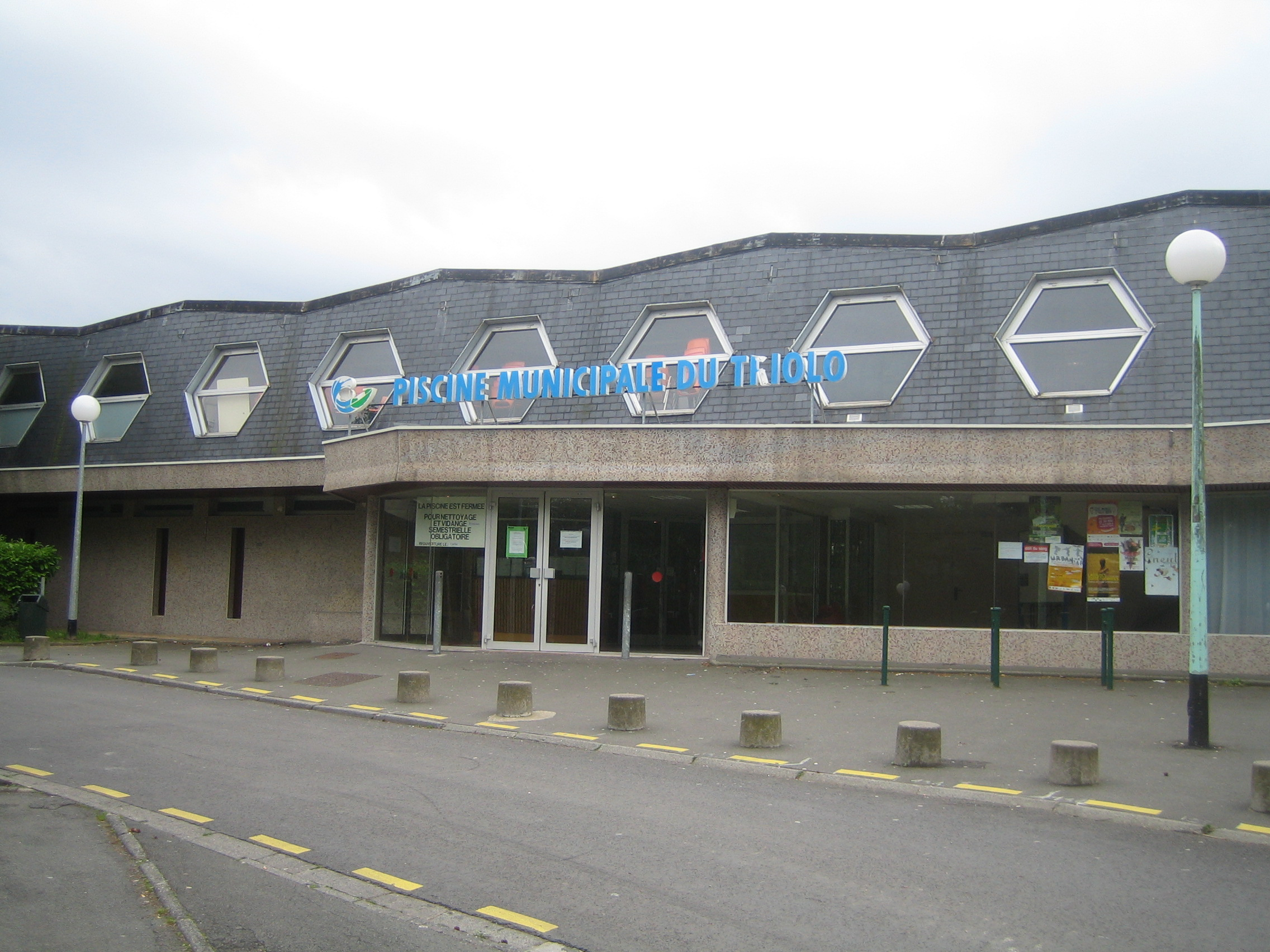
Piscine du Triolo

Triolo possède de nombreux terrains de sport et plusieurs salles de sport, dont celle de la Tamise qui a été complètement détruite (à la suite d'un incendie criminel) dans les années 1990 puis reconstruite en 1992. Une autre salle porte le nom de Pascal Lahousse, un artificier villeneuvois mort accidentellement.
Le club de rugby Lille Métropole RC Villeneuvois s'entraîne au stade Emmanuel Thery, situé à Triolo.
À Triolo se trouve l'une des deux piscines de la ville de Villeneuve-d'Ascq, dont l'architecte est Jean Willerval et qui compte 210 000 entrées par an.

## Commerce
Le quartier possède un modeste centre commercial en patio appelé Villeneuve 1. Il est censé servir de petit centre commercial pour les habitants de Triolo, Résidence et Cité scientifique. Il n'a cependant jamais vraiment eu le succès escompté en raison de la concurrence avec le centre commercial V2 tout proche et du fait que les voies de métro sont finalement  aménagées au niveau du sol alors qu'elles devaient initialement être au premier étage.

## Sites remarquables

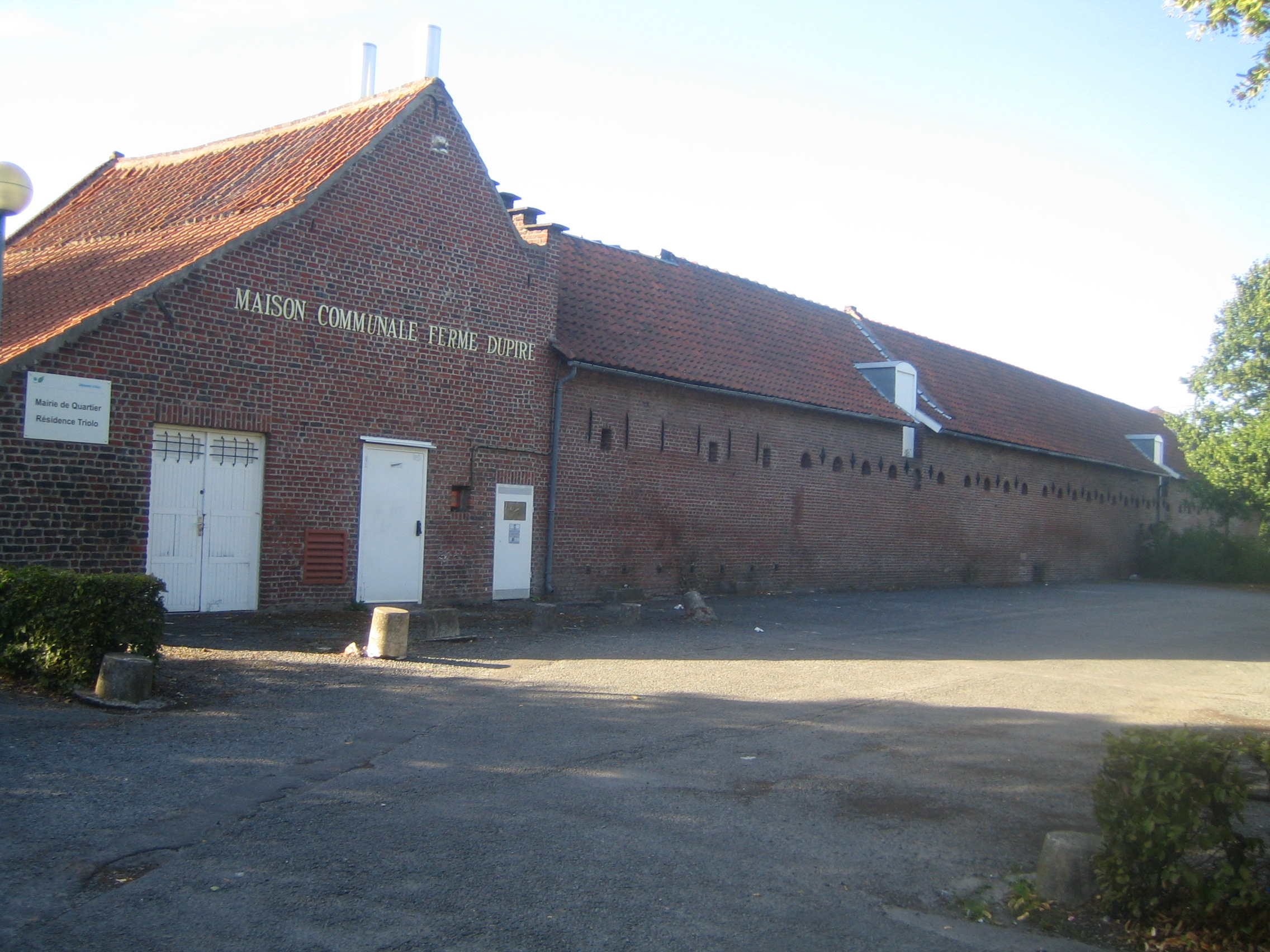
Ferme Dupire

- La ferme Dupire, ancienne ferme et ancien siège de l'établissement public d'aménagement de Lille Est, abrite les bureaux de nombreux services municipaux de Villeneuve-d'Ascq.
- Le Méliès, cinéma.
- Diverses sculptures d'art moderne.

## Transport
- La ligne 1 du métro de Lille exploitée par Ilévia dessert Cité scientifique via les stations Cité Scientifique - Professeur Gabillard et Triolo.
- Le quartier est desservi par la ligne de nuit du réseau Ilévia.